# چارلز شپرد (ورزشکار)
چارلز شپرد (انگلیسی: Charles Shepherd؛ زادهٔ ۲۷ فوریه ۱۸۸۷ در باربادوس – درگذشتهٔ ۳۱ ژوئیه ۱۹۶۸ در کاردیف) بازیکن هاکی روی چمن اهل بریتانیا بود.

## زندگی‌نامه
چارلز شپرد در جزیره باربادوس به دنیا آمد و در دوران جوانی به فعالیت در ورزش هاکی روی چمن پرداخت. او به عنوان یکی از اعضای تیم ملی هاکی روی چمن بریتانیا در مسابقات بین‌المللی شرکت داشت و در طول دوران بازی خود نقش موثری ایفا کرد.

## دوران حرفه‌ای
شپرد در مسابقات مختلف ملی و بین‌المللی حضور داشت و با تیم بریتانیا در چندین رقابت مهم هاکی روی چمن شرکت کرد. با توجه به زمان فعالیت او، احتمالاً در مسابقات المپیک یا تورنمنت‌های قاره‌ای در اوایل قرن بیستم نقش داشته است.

## درگذشت
چارلز شپرد در ۳۱ ژوئیه ۱۹۶۸ در شهر کاردیف درگذشت.